# Сирос
Сирос (на гръцки: Σύρος) е гръцки остров в Егейско море. Най-населеният остров на архипелага Циклади, разположен на около 140 км на югоизток от Атина. През 2001 населението на острова е 19 782 души. На острова се намира град Ермуполи – най-големият град на архипелага и столица на ном Циклади.

## Географско положение
Сирос се намира в самия център на Цикладите – на приблизително еднакво разстояние от Парос, Тинос, Андрос и Миконос. Дължината на острова от север на юг е 22 километра, а ширината от запад на изток е 8 километра. Островът не привлича много туристи, тъй като на него почти няма древни паметници и има слабо развита туристическа инфраструктура.

## Католицизъм
Сирос, заедно с Тинос са единствените територии в цяла Гърция, които имат значително католическо население. През 2001 година 47% от жителите на острова са се определили като католици. Организирани са в Наксоската, Андроска, Тиноска и Миконоска архиепархия на Римокатолическата църква.

## Известни личности
- Антониос Сигалас (1890 – 1981) – гръцки учен и общественик
- Евмей (на гръцки: Εύμαιος) – в древногръцката митология слуга на Одисей, един от малкото, които му остават верни. Роден е на остров Сирия, който гърците асоциират със Сирос.
- Философът Ферекид (Pherecydos; 584/83 – 499/98 пр.н.е.) — учител на Питагор
- Деметриус Викелас (1835 – 1908) – гръцки поет, филолог, първият президент на Международният олимпийски комитет (МОК) (1894 – 1896)
- Никостратос Каломенопулос (1865 – 1952) – гръцки андартски капитан